# Hermann Blazejezak
Hermann Blazejezak (* 3. Juni 1912 in Hildesheim; † 13. Januar 2008 in Mönchengladbach) war ein deutscher Leichtathlet, der bei den Europameisterschaften 1938 die Goldmedaille mit der deutschen 4-mal-400-Meter-Staffel (3:13,6 min: Hermann Blazejezak, Manfred Bues, Erich Linnhoff, Rudolf Harbig) gewann.
Er startete auch bei den Olympischen Spielen 1936 im 400-Meter-Lauf und schied dort im Halbfinale in persönlicher Bestzeit aus. Bei den Deutschen Meisterschaften belegte er 1935 und 1938 den dritten Platz über 400 Meter.
Hermann Blazejezak gehörte dem Sportverein Berliner AK 07 an. In seiner aktiven Zeit war er 1,79 m groß und wog 76 kg.
Ebenso gehörte er dem Hannoverschen Sportverein von 1896 an.

## Bestzeiten
- 100 Meter: 10,8 s (1937)
- 200 Meter: 22,0 s (1937)
- 400 Meter: 47,9 s (1936)